# Nerbioi / Nervión
Nerbioi / Nervión (baskiska: Nerbioi, Nerbioi ibaia) är ett vattendrag i Spanien.   Det ligger i provinsen Bizkaia och regionen Baskien, i den norra delen av landet, 300 km norr om huvudstaden Madrid.